# Jansen José Moreira
Jansen José Moreira, meglio noto come Jansen (Rio de Janeiro, 10 luglio 1927 – Porciúncula, 9 luglio 2010), è stato un calciatore brasiliano, di ruolo attaccante.